# اچ‌ام‌اس میلفویل (کی۲۸۸)
اچ‌ام‌اس میلفویل (کی۲۸۸) (به انگلیسی: HMS Milfoil (K288)) یک کشتی بود که طول آن ۲۰۵ فوت (۶۲ متر) بود. این کشتی در سال ۱۹۴۲ ساخته شد.